# Pteromalus hemileucae
Pteromalus hemileucae är en stekelart som beskrevs av Charles Joseph Gahan 1917. Pteromalus hemileucae ingår i släktet Pteromalus och familjen puppglanssteklar. Inga underarter finns listade i Catalogue of Life.